# Nancy Lyle
Nancy Margaret Lyle Glover (Londra, 26 febbraio 1910 – 1986) è stata una tennista britannica.

## Carriera
Arrivò in finale agli Australian Championships nel 1935 ma ne uscì sconfitta da Dorothy Round Little. 

## Finali del Grande Slam

### Perse (1)
| Anno | Torneo                   | Avversario in finale | Risultato     |
| 1935 | Australian Championships | Dorothy Round Little | 1–6, 6-1, 3-6 |